# Юрика (округ Віннебаго, Вісконсин)
Юрика (англ. Eureka) — переписна місцевість (CDP) в США, в окрузі Віннебаґо штату Вісконсин. Населення — 247 осіб (2020).

## Географія
Юрика розташована за координатами 44°0′42″ пн. ш. 88°50′29″ зх. д. / 44.01167° пн. ш. 88.84139° зх. д. (44.011761, -88.841334).  За даними Бюро перепису населення США в 2010 році переписна місцевість мала площу 2,77 км², з яких 2,65 км² — суходіл та 0,12 км² — водойми.

## Демографія
Згідно з переписом 2010 року, у переписній місцевості мешкало 220 осіб у 94 домогосподарствах у складі 60 родин. Густота населення становила 79 осіб/км².  Було 110 помешкань (40/км²).
Расовий склад населення:
| - 99,1 % — білих |

До двох чи більше рас належало 0,9 %. Частка іспаномовних становила 0,5 % від усіх жителів.
За віковим діапазоном населення розподілялося таким чином: 21,4 % — особи молодші 18 років, 64,5 % — особи у віці 18—64 років, 14,1 % — особи у віці 65 років та старші. Медіана віку мешканця становила 45,3 року. На 100 осіб жіночої статі у переписній місцевості припадало 120,0 чоловіків;  на 100 жінок у віці від 18 років та старших — 108,4 чоловіків також старших 18 років.
Середній дохід на одне домашнє господарство  становив 49 700 доларів США (медіана — 45 556), а середній дохід на одну сім'ю — 51 873 долари (медіана — 40 417). За межею бідності перебувало 5,5 % осіб, у тому числі 2,7 % дітей у віці до 18 років та 30,3 % осіб у віці 65 років та старших.
Цивільне працевлаштоване населення становило 177 осіб. Основні галузі зайнятості: виробництво — 30,5 %, сільське господарство, лісництво, риболовля — 22,0 %, освіта, охорона здоров'я та соціальна допомога — 19,8 %.